# Мігель Анхель Наро
Мігель Анхель Наро (ісп. Miguel Ángel Noro, нар. 22 серпня 1961, Ріберальта) — болівійський футболіст, що грав на позиції захисника, зокрема за «Блумінг», а також національну збірну Болівії.
Дворазовий чемпіон Болівії. 

## Клубна кар'єра
Народився 22 серпня 1961 року. Займався футболому у команді «Педро Крамер», згодом продовжив підготовку у команді Університету Санта Крус.
У дорослому футболі дебютував 1979 року виступами за команду «Орієнте Петролеро», в якій провів два сезон, взявши участь лише у 16 матчах чемпіонату, проте здобувши у її складі титул чемпіона Болівії.
Своєю грою за цю команду привернув увагу представників тренерського штабу клубу «Блумінг», до складу якого приєднався 1981 року. Відіграв за команду із Санта-Крус-де-ла-Сьєрра наступні дев'ять сезонів своєї ігрової кар'єри. Більшість часу, проведеного у складі «Блумінга», був основним гравцем захисту команди. 1984 року виборов титул чемпіона Болівії.
Згодом з 1990 по 1994 рік грав за «Реал Потосі», «Депортіво Сан-Хосе» та «Дестроєрс».
Завершував виступи на футбольному полі у команді «Депортіво Сан-Хосе», до якої повернувся 1994 року і де провів заключні 8 матчів своєї кар'єри.

## Виступи за збірну
1985 року дебютував в офіційних матчах у складі національної збірної Болівії.
У складі збірної був учасником Кубка Америки 1987 року в Аргентині та Кубка Америки 1993 року в Еквадорі.
Загалом протягом кар'єри у національній команді, яка тривала 9 років, провів у її формі 14 матчів.

## Титули і досягнення
- Чемпіон Болівії (2):

«Орієнте Петролеро»: 1979
«Блумінг»: 1984